# Elasmoscelis despecta
Elasmoscelis despecta är en insektsart som beskrevs av Melichar 1915. Elasmoscelis despecta ingår i släktet Elasmoscelis och familjen Lophopidae. Inga underarter finns listade i Catalogue of Life.